# Marian McPartland
Margaret Marian McPartland, nata Margaret Marian Turner (Slough, 20 marzo 1918 – New York, 20 agosto 2013) è stata una pianista e compositrice britannica.

## Biografia
Originaria del Sud-Est dell'Inghilterra, dopo il matrimonio con il trombettista Jimmy McPartland (1945), ha cambiato cognome e si è trasferita negli Stati Uniti. Sul finire degli anni '30 si era già resa attiva in Europa.
Nella seconda metà degli anni '40 ha lavorato soprattutto a Chicago, ma anche a Parigi, mentre dagli anni '50 ha frequentato gli ambienti jazz di New York.
Nel 1969 ha fondato la compagnia di registrazione (una sorta di casa discografica) Halcyon Records.
Dal 1978 al 2011 ha portato avanti il programma radiofonico Marian McPartland's Piano Jazz, in onda sulla National Public Radio.
Nel 2000 è stata nominata National Endowment for the Arts Jazz Master. Nel 2004 ha vinto il Grammy Trustees Award. Nel 2007 è stata inserita nella National Radio Hall of Fame.
Nel 2010 è stata nominata membro dell'Ordine dell'Impero Britannico.

## Discografia parziale
- Jazz at Storyville (Savoy, 1951)
- Lullaby of Birdland  (Savoy, 1952)
- Marian McPartland Trio (Savoy, 1952)
- The Magnificent Marian McPartland at the Piano (Savoy, 1952)
- Moods (Savoy, 1953)
- Jazz at the Hickory House (Savoy, 1953)
- Marian McPartland at the Hickory House (Capitol, 1954)
- Marian McPartland After Dark (Capitol, 1956)
- The Marian McPartland Trio (Capitol, 1956)
- Marian McPartland Trio with Strings: With You in Mind (Capitol, 1957)
- Marian McPartland Trio: At the London House (Argo, 1958)
- Marian McPartland Plays the Music of Leonard Bernstein (Time, 1960)
- Jimmy and Marian McPartland Play TV Themes (Design, 1960)
- Marian McPartland: Bossa Nova + Soul (Time, 1963)
- She Swings with Strings (Marian McPartland with the Frank Hunter Orchestra) (Sesac, 1964)
- My Old Flame: Marian McPartland Performs the Classic Hits of Sam Coslow (Dot, 1968)
- Interplay (Halcyon, 1969)
- Elegant Piano: Solos and Duets by Teddy Wilson and Marian McPartland (Halcyon, 1970)
- Marian McPartland: A Delicate Balance (Halcyon, 1972)
- Live at the Monticello: Jimmy and Marian McPartland (Halcyon, 1972)
- Swingin': Marian and Jimmy McPartland and Guests (Halcyon, 1973)
- Marian McPartland: Plays the Music of Alec Wilder (Halcyon, 1974)
- Marian McPartland: Solo Concert at Haverford (Halcyon, 1974)
- Let It Happen (RCA, 1974)
- The Maestro and Friend: Marian McPartland and Joe Venuti (Halcyon, 1974)
- Concert in Argentina: Earl Hines, Teddy Wilson, Marian McPartland, Ellis Larkins (Halcyon, 1974)
- Marian McPartland: Plays the Music of Alec Wilder (Halcyon, 1974)
- Live in Tokyo: Marian McPartland and Hank Jones (TDK, 1976)
- Now's the Time (Halcyon, 1977)
- Tony Bennett, the McPartlands, and Friends Make Magnificent Music (Improv, 1977)
- From This Moment On (Concord, 1978)
- Marian McPartland: Live at the Carlyle (Halcyon, 1979)
- Ambiance (Jazz Alliance, 1970)
- At the Festival (Concord, 1979)
- Portrait of Marian McPartland (Concord, 1980)
- Marian McPartland: At the Festival (Concord, 1980)
- Marian McPartland and George Shearing: Alone Together (Concord, 1982)
- Personal Choice (Concord, 1982)
- Willow Creek and Other Ballads (Concord, 1985)
- Marian McPartland Plays the Music of Billy Strayhorn (Concord, 1987)
- Marian McPartland Plays the Benny Carter Songbook (Concord, 1990)
- Marian McPartland: Live at the Maybeck Recital Hall Volume Nine (Concord, 1991)
- In My Life (Concord, 1993)
- Marian McPartland Plays the Music of Mary Lou Williams (Concord, 1994)
- Live in Tokyo: Marian McPartland and Hank Jones (Concord, 1994)
- Live at Yoshi's Nitespot (Concord, 1995)
- Marian McPartland with Strings: Silent Pool (Concord, 1997)
- Marian McPartland's Hickory House Trio: Reprise (Concord, 1999)
- Marian McPartland: Just Friends (Concord, 1999)
- Marian McPartland: Portraits (NPR, 1999)
- Marian McPartland: The Single Petal of a Rose, The Essence of Duke Ellington (Concord, 2000)
- Marian McPartland and Willie Pickens: Ain't Misbehavin' - Live at the Jazz Showcase (Concord, 2001)
- Windows (Concord, 2004)
- Marian McPartland Trio with Joe Morello and Rufus Reid - Live in New York (Concord, 2005)
- Marian McPartland & Friends: 85 Candles - Live in New York (Concord, 2005)
- Twilight World (2008)